# Редимејд
редимејд (енгл. ready-made), име које је Марсел Дишан дао врсти дјела које је измислио, а састоји се од насумично изабраног масовно произведеног потрошачког производа (артикла), изолованог из његовог функционалног контекста и приказаног као умјетничко дјело. Његов први редимејд (1913) био је точак од бицикла, који је монтирао на кухињску столицу. Строго говорећи, ово је био „асистирани редимејд”. 
У разговору са Пјером Кабаном и у одговору на питање о настанку редимејда Дишан каже: „Ријеч ’редимејд’ није се појавила све до 1915. када сам отишао у Сједињене Државе. Била је то занимљива ријеч, али када сам поставио точак бицикла на постоље, са воланом надоле, није постојала идеја ’редимејда’ или нешто слично. То је била чиста разонода. Нисам имао посебан разлог да га начним, ни намјеру да га покажем, нити било шта да опишем”. 
Убрзо су услиједили и други редимејди као Сталак за флаше (Bottle Rack; 1914), Аванс сломљене руке (In Advance of the Broken Arm; у ствари проста лопата за снијег, 1915) и прослављена Фонтана (Fountain; у Њујорку 1917.) — писоар који је потписао као R. Mutt алудирајући на име фирме произвођача санитарија; већина „оригинала” поменутих дјела је нестала, али постоји „неколико” (не зна се колико) њихових реплика у различитим музејима модерне и савремене умјетности широм свијета. 
Редимејд се може сматрати врстом objet trouvé (нађеног предмета), иако је сам Дишан направио јасну разлику између ова два концепта, истичући да се objet trouvé открива и бира због својих занимљивих естетских квалитета, љепоте и јединствености. Супротно, редимејд је један — било који — од предмета масовне производње који се нипочему међусобно не истичу. Треба напоменути да енглеска ријеч ready-made (коју је Дишан овдје „присвојио”) у свом примарном значењу означава било који „потрошачки производ направљен по стандардним мјерама индустрије”. Дакле, нађени предмет (објект) подразумијева вјежбу укуса у избору, док редимејд не. Када је Удружења независних умјетника одбило да изложи Фонтану, Дишан је бранио своје стваралаштво написавши:
„Неважно је да ли је господин Mutt својим рукама направио Фонтану или не. Он ју је ОДАБРАО. Узео је обичан предмет свакодневнице, и представио га тако да је његов употребни значај нестао под новим именом и новом тачком гледишта… [он] је створио нову мисао за тај предмет.”— Марсел Дишан, авангардни часопис The Blind Man
Редимејд је једно од трајних насљеђа дадаизма, посебно битан за концепт присвајања у модерној и савременој умјетности.